# Мечеть Істікляль
Мечеть Істікляль (індонез. Masjid Istiqlal) — мечеть Джакарти, найбільша в Південно-Східній Азії.
Ця національна мечеть Індонезії, побудована в ознаменування незалежності Індонезії і в подяку народу за милість Бога. Тому національну мечеть Індонезії назвали арабським словом «istiqlal», що означає «незалежність».

## Історія
Після здобуття Індонезією незалежності від Нідерландів в 1949 виникла думка побудувати національну мечеть для цієї нової республіки, личить для країни з найбільшим мусульманським населенням в світі. Цю думку про будівництво великої індонезійської мечеті вперше висловили Вахід Хасім, перший міністр Індонезії у справах релігії, і Анвар Чокроаміното, пізніше призначений головою фонду мечеті.
У 1953 заснований комітет з будівництва мечеті Істікляль на чолі з Чокроаміното, який представив проєкт індонезійському президенту Сукарно, який вітав його і згодом взяв будівництво мечеті під свій контроль.
Сукарно активно стежив за плануванням і будівництвом мечеті, в тому числі головував в журі конкурсу з відбору проєктів мечеті, проведеного в 1955 році. Переміг проєкт, представлений Фредеріком Сілабаном, архітектором християнського віросповідання.
24 серпня 1961 Президент Індонезії Сухарто заклав перший камінь в підставу мечеті, будівництво зайняло сімнадцять років, 22 лютого 1978. Вона як і раніше є найбільшою мечеттю в регіоні і вміщує понад 120 000 осіб одночасно.

## Галерея

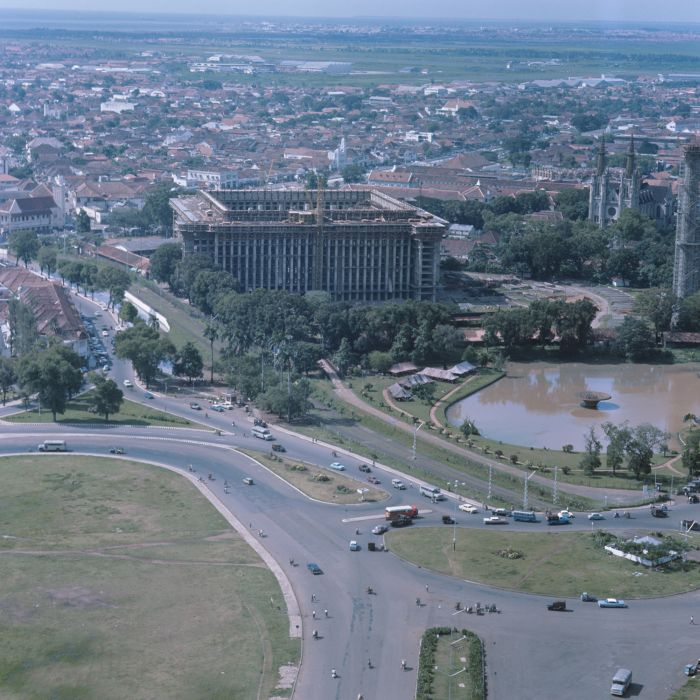
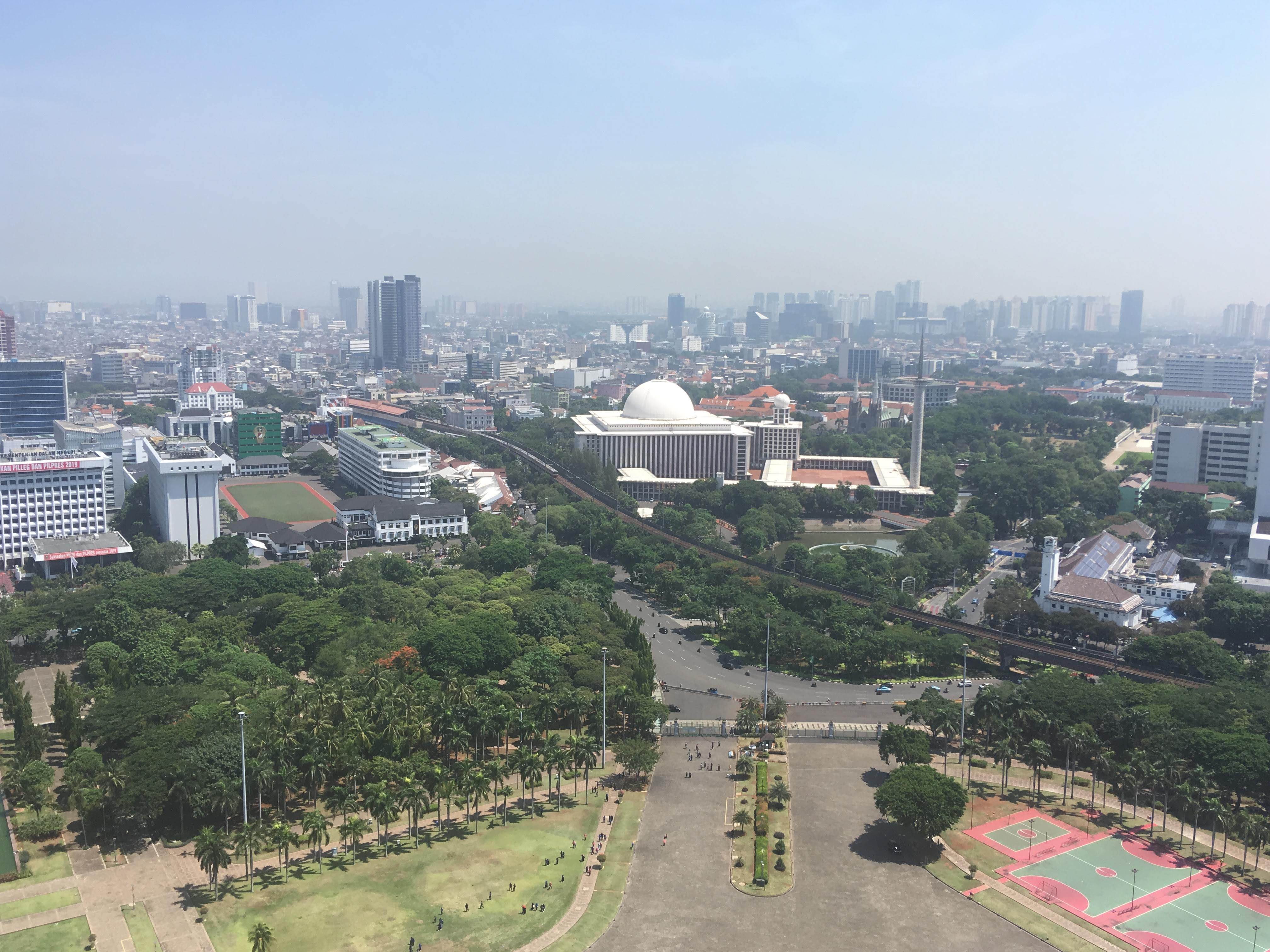
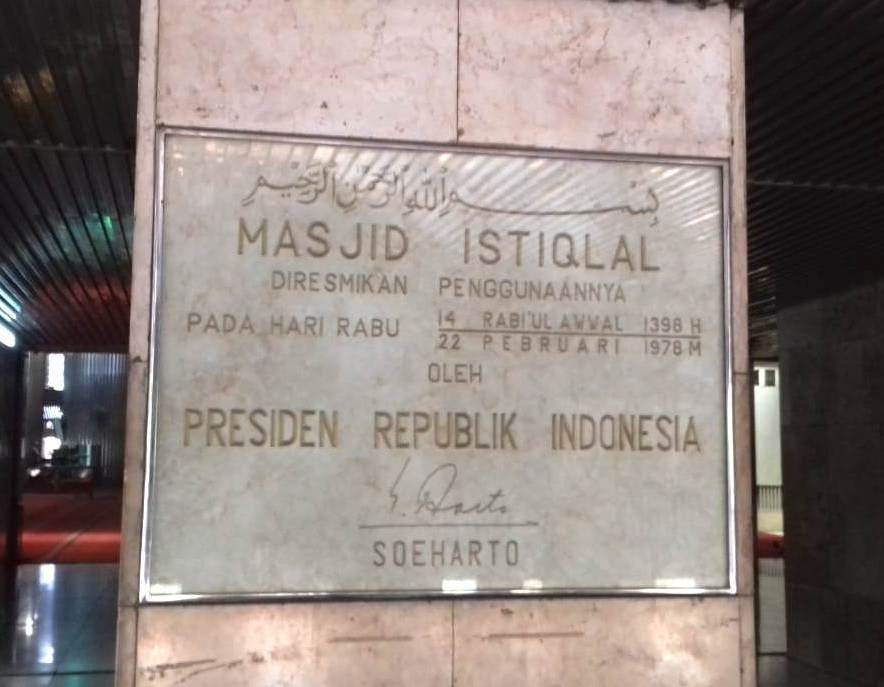
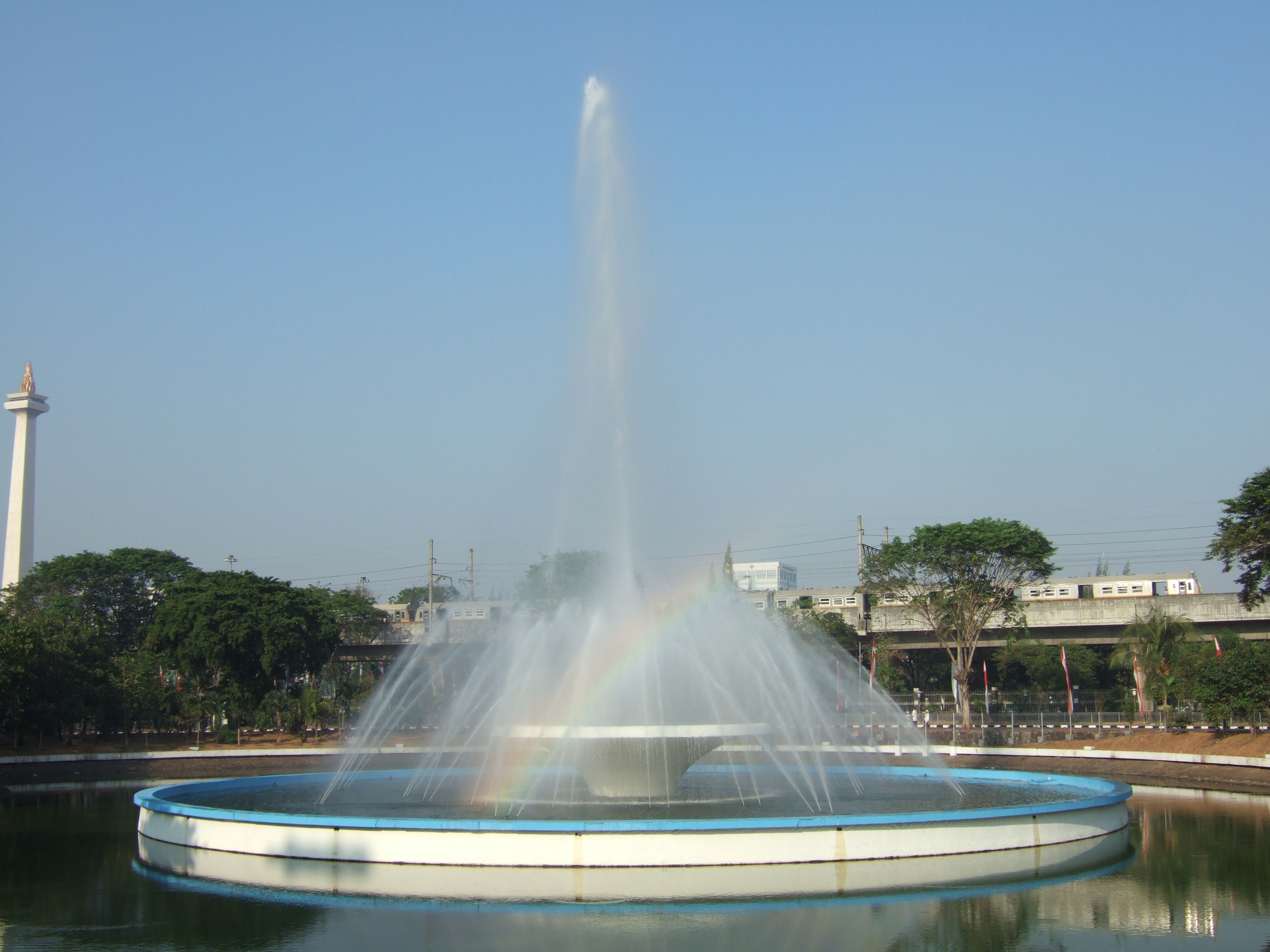